# Histurgops ruficauda
Histurgops ruficauda е вид пойна птица от семейство Тъкачови (Ploceidae), единствен представител на род Histurgops.

## Разпространение
Видът е разпространен в Източна Африка. Ендемичен е за Танзания, но се среща още и в Кения.